# Ги Форже
Ги Форже (фр. Guy Forget; 4. јануар 1965) је бивши француски професионални тенисер.

## Каријера
У каријери је освојио две титуле на АТП Мастерс турнирима, Синсинати и Париз. Укупно је победио на 11 АТП турнира у синглу и 28 у дублу. Најбољи пласман на АТП листи у каријери је достигао 1991. када је био четврти тенисер света. У конкуренцији парова је освојио завршно првенство 1990. године заједно са Јакобом Хлашеком.
Наступао је за Дејвис куп репрезентацију Француске и касније је био селектор. Након завршетка играчке каријере, постао је директор турнира у Паризу од 2011.

## АТП Мастерс финала

### Појединачно: 5 (2—3)
| Исход  | Година | Турнир       | Противник        | Резултат                   |
| Финале | 1991   | Индијан Велс | Џим Куријер      | 6–4, 3–6, 6–4, 3–6, 6–7(4) |
| Победа | 1991   | Синсинати    | Пит Сампрас      | 2–6, 7–6(4), 6–4           |
| Победа | 1991   | Париз        | Пит Сампрас      | 7–6(9), 4–6, 5–7, 6–4, 6–4 |
| Финале | 1992   | Стокхолм     | Горан Иванишевић | 6–7(2), 6–4, 6–7(5), 2–6   |
| Финале | 1992   | Париз        | Борис Бекер      | 6–7(3), 3–6, 6–3, 3–6      |